# Max Zwerbach
Max Zweifach ou Maximillian Zweifach (nascido em 14 de março de 1884 - 14 de maio de 1908), também conhecido como "Kid Twist" e ocasionalmente referido como Zwerbach, foi um gangster americano ativo no início dos anos 1900.

## Início de vida
Nasceu Maximillian Zweifach, no Império Austro-Húngaro, a 14 de março de 1884, filho de pai judeu austríaco Adolf e de mãe italiana Hanna. Com a sua família, emigrou para Nova Iorque em 1886 para escapar aos motins anti-semitas, estabelecendo-se mesmo por baixo da ponte Williamsburg, na Delancey Street. Embora o pai de Zweifach esperasse que ele entrasse para o negócio de alfaiataria da família, Zweifach provou o contrário e, na adolescência, já era um jovem ladrão proeminente.

## Carreira criminosa
Zweifach foi preso pela primeira vez sob a acusação de furto qualificado em junho de 1899, por suspeita de ter roubado uma bicicleta. Quando o juiz lhe perguntou a sua profissão, Zweifach respondeu: "Bicicletas". Max declarou-se culpado e foi libertado com uma multa. Zweifach não tardou a cometer delitos mais graves. O braço direito de Zweifach era o seu irmão Daniel, também conhecido por Kid Slyfox. Altos e bem constituídos, os dois irmãos Zweifach lideraram alguns dos seus amigos durante os tumultos do dia das eleições de 1902 para apoiar o político republicano Sam Koenig no décimo sexto distrito da Assembleia.
Em 1903, Max Zweifach tinha adquirido a alcunha de "Kid Twist" e era conhecido como um perigoso e astuto chefe de gangue. Em 17 de agosto de 1903, Kid Twist foi acusado de matar um gangster rival chamado John "Mugsy" Bayard durante uma discussão após um jogo de cartas. Zweifach foi dispensado com base em auto-defesa e rapidamente atraiu a atenção do chefe de um gangue, Monk Eastman.
Quando Monk Eastman foi preso por roubo no ano seguinte, Kid Twist viu-se em conflito com o seu velho amigo Richie Fitzpatrick pela liderança do bando. A contenda chegou ao auge em 30 de outubro de 1904, quando Fitzpatrick baleou e feriu um dos homens de Kid Twist, Thomas McCauley, numa disputa num bar. Duas noites mais tarde, Twist convidou o seu rival para uma conferência de paz num saloon na Sheriff Street, 77. A reunião transformou-se numa discussão. Fitzpatrick, apercebendo-se de que estava prestes a ser agredido, saiu a correr do local. Um dos homens de Twist, Harris Stahl, perseguiu-o e matou-o a tiro. Stahl seria absolvido do assassínio de Fitzpatrick alguns meses mais tarde.
Kid Twist engendrou um esquema para roubar milhares de dólares aos Caminhos-de-Ferro Centrais de Nova Iorque, fazendo com que os proprietários de uma tipografia próxima distribuíssem 4.000 dólares de falsos bilhetes ao público através de cambistas. Twist e os seus sócios foram presos na primavera de 1905 e acusados de falsificação. No final, ninguém foi condenado.
Durante o seu apogeu, os principais homens de Kid Twist incluíam o seu irmão Kid Slyfox, Harris Stahl, Big Jack Zelig, Ike the Blood e Samuel Pristrich, também conhecido por Cyclone Louie, um antigo lutador de luta livre e homem forte de espectáculos paralelos que era famoso por torcer barras de ferro à volta dos braços e do pescoço. Cyclone Louie mudar-se-ia mais tarde com Zweifach e a sua família para o número 255 da Sackman Street, em Brownsville.
Zweifach começou também a distribuir a sua própria marca de tónico de aipo aos comerciantes do seu território. A bebida, embalada em garrafas com a sua fotografia, era vendida a preços exorbitantes. O proprietário de uma loja que se recusasse a vender o tónico de aipo de Kid Twist via o seu negócio destruído, ou pior. Kid Twist também reprimiu os jogos de azar ilegais no seu bairro. Um caso em particular envolveu um gangster de Five Points chamado Charles Greenwich, também conhecido como The Bottler, que geria um lucrativo jogo de stuss na Suffolk Street. Kid Twist informou-o, no início de 1907, que Harris Stahl estava a entrar como sócio igualitário no seu jogo. O Bottler ficou furioso, mas acedeu ao pedido.
Algumas semanas mais tarde, Twist disse a The Bottler que estava completamente fora e que outro gangster chamado The Nailer ficaria com a outra metade do jogo. Greenwich barricou as portas do seu estabelecimento e desafiou o gangue de Kid Twist a apanhá-lo. Em 31 de maio de 1907, a polícia interrompeu um confronto armado entre The Bottler e Harris Stahl. Os dois homens foram detidos e multados em $5. Na noite seguinte, os dois homens encontraram-se nas ruas Suffolk and Broome e pegaram nas suas armas. The Bottler acabou por ser morto a tiro. Tanto Twist como Stahl lamentaram a morte do seu "amigo" e encheram a casa de crepes.

### Morte
Apesar de ter mulher e filho na sua casa de Brownsville, Kid Twist era conhecido como um mulherengo na cidade, e foi isso que viria a ser o seu fim. A namorada habitual de Zweifach era uma bailarina canadiana chamada Carroll Terry, que também andava com Louis Pioggi, conhecido como Louie The Lump, um membro em ascensão do gangue Five Points. A rivalidade romântica entre os dois terá chegado ao auge na primavera de 1908, quando Kid Twist e Cyclone Louie se aproveitaram do facto de Louie the Lump estar num moinho de gim de Coney Island e se divertiram obrigando-o, sob a mira de uma arma, a saltar de uma janela do segundo andar. Pouco depois, Louie the Lump confrontou Carroll Terry no Imperial Dance Hall e foi-lhe dito que ela já não tinha qualquer interesse nele.
No final da tarde de 14 de maio de 1908, Kid Twist e Cyclone Louie dirigiram-se a Coney Island para assistir ao espetáculo de Carroll Terry no Imperial. Depois disso, ela juntou Louie a uma colega dançarina chamada Mabel Leon, e os dois casais foram jantar a um café italiano próximo, no Oceanic Walk. O quarteto deixou o café por volta das 8 horas e começou a caminhar pela avenida. Só viram Louie the Lump quando já era demasiado tarde. O gângster italiano saiu da escuridão e golpeou Carroll Terry com um punho. De seguida, abriu fogo sobre os dois gangsters. Kid Twist foi atingido mortalmente uma vez atrás da orelha e Cyclone Louie foi atingido por seis balas. Os dois homens caíram mortos na porta do South Brooklyn Hotel. A própria Terry foi atingida na anca durante a barragem. Quando Louie the Lump se pôs em fuga, um agente da polícia gritou-lhe que parasse. Pioggi virou-se e disparou um tiro, que arrancou o capacete do agente.
Há muito que se suspeita que Louis Pioggi não atuou sozinho nessa noite. De acordo com a lenda do submundo, enquanto Kid Twist e o seu grupo jantavam, Louie The Lump telefonou a Paul Kelly, chefe da gangue Five Points, e pediu autorização para matar Kid Twist. Uma carruagem cheia de gangsters italianos chegou rapidamente a Coney Island, pronta para a ação. Michael Cleary, o barman de um bar próximo, disse ter visto uma carruagem estacionada perto do South Brooklyn Hotel antes do tiroteio. Logo após as mortes, o condutor desceu do táxi e atirou um revólver a Cleary, pedindo-lhe que o guardasse para o caso de ser preso.

### Consequências
Louie The Lump foi detido alguns dias mais tarde em Saybrook, Connecticut. As duas acusações de homicídio foram reduzidas a homicídio involuntário e Pioggi declarou-se culpado. Depois de receber a sua sentença de onze meses de prisão, Louie the Lump disse: "Eu podia fazer isso de cabeça erguida!" Após a morte de Kid Twist Zweifach, o Gangue Eastman dividiu-se em facções, continuando a sua rixa com os Five Pointers. A liderança da maior fação acabou por cair nas mãos do jovem protegido de Zweifach, Jack Zelig.
Anos mais tarde, foi dito que o gangster Abe Reles tirou a sua alcunha de "Kid Twist" do já falecido Zweifach.